# William Ruto
William Kipchirchir Samoei arap Ruto (ur. 21 grudnia 1966 w Kamagut) – kenijski polityk, minister rolnictwa w latach 2008–2010, minister szkolnictwa wyższego w latach 2010–2011, wiceprezydent Kenii w latach 2013–2022, prezydent Kenii od 2022.

## Życiorys
William Ruto urodził się w 1966 roku w wiosce Kamagut w dystrykcie Uasin Gishu w prowincji Wielkiego Rowu. Uczęszczał do szkoły podstawowej w Sambut, a następnie do szkoły średniej Wareng Secondary School w Eldoret oraz Kapabet Boys High School (1985–1986). W latach 1987–1990 studiował botanikę i zoologię (licencjat) na Uniwersytecie w Nairobi.
Po zakończeniu studiów rozpoczął pracę jako nauczyciel w szkole średniej w Sirgoi i w Kamagut. Po pewnym czasie zrezygnował jednak z pracy w szkole i założył firmę African Venture Tours and Hotels. W 1992 roku związał się z organizacją Youth for Kanu '92, wspierającą reelekcję prezydenta Daniela Moi w pierwszych wielopartyjnych wyborach.
W 1997 roku został wybrany w skład parlamentu w okręgu Eldoret North z ramienia Afrykańskiego Narodowego Związku Kenii (KANU). Objął następnie funkcję wiceministra administracji regionalnej, a w sierpniu 2002 roku stanowisko ministra spraw wewnętrznych. W wyborach w grudniu 2002 roku wsparł kandydaturę prezydencką Uhuru Kenyatty oraz uzyskał reelekcję w parlamencie. Po przegranych przez KANU wyborach opuścił stanowisko w rządzie.
W 2007 roku ubiegał się o nominację prezydencką z ramienia Pomarańczowego Ruchu Demokratycznego (ODM). Przegrał jednak z liderem partii Railą Odingą. W tym roku zrezygnował z członkostwa w KANU. W wyborach w grudniu 2007 roku zdobył mandat deputowanego z ramienia ODM. Po krwawych zamieszkach etnicznych i utworzeniu wspólnego rządu przez ODM i Partię Jedności Narodowej, 17 kwietnia 2008 objął w nim stanowisko ministra rolnictwa. 21 kwietnia 2010 został mianowany ministrem szkolnictwa wyższego. W czasie kampanii referendalnej w 2010 roku był jednym z głównych przeciwników przyjęcia nowej konstytucji.
W marcu 2011 roku prokurator Międzynarodowego Trybunału Karnego wysunął wobec Ruto oraz pięciu innych kenijskich polityków oskarżenie o dokonanie zbrodni przeciwko ludzkości w czasie zamieszek po wyborach prezydenckich z 2007 roku. 23 stycznia 2012 Biuro Prokuratora wysunęło oficjalny akt oskarżenia, w którym potwierdziło zarzut zbrodni przeciwko ludzkości, w tym morderstwa, deportacji bądź przymusowych przesiedleń oraz prześladowań. MTK uznał go za pośredniego współprzestępcę, odpowiedzialnego za dokonanie ataków pomiędzy 30 grudnia 2007 a końcem stycznia 2008 roku na mieszkańców miast Turbo, Kapsabet i Nandi Hills, popierających w czasie wyborów kandydaturę Mwai Kibakiego. Zginęło wtedy ponad 1200 ludzi, a kilkaset tysięcy było zmuszonych opuścić domy.
W październiku 2010 roku został zawieszony w obowiązkach ministra pod zarzutem korupcji, jednakże w kwietniu 2011 roku został z nich oczyszczony. 24 sierpnia 2011, kilka miesięcy po wysunięciu oskarżeń przez MTK, został zdymisjonowany ze stanowiska ministra szkolnictwa wyższego. Na jego dymisję miał również wpływ spór z premierem Odingą i zapowiedzi możliwości startu Ruto w nadchodzących wyborach prezydenckich. W grudniu 2012 roku zawarł sojusz polityczny z Uhuru Kenyattą, również oskarżonym przez MTK o zbrodnie przeciwko ludzkości w czasie zamieszek z 2008 roku. W wyniku porozumienia Ruto zrezygnował z wysunięcia własnej kandydatury, wspierając kandydaturę Kenyatty w wyborach prezydenckich w 2013 roku oraz zostając kandydatem na urząd wiceprezydenta u jego boku.
Wybory prezydenckie z 4 marca 2013, które w odróżnieniu od poprzednich z 2007 roku, przebiegły w pokojowej atmosferze, zakończyły się zwycięstwem Kenyatty już w pierwszej turze. Według oficjalnych wyników podanych do publicznej wiadomości 9 marca 2013, z kilkudniowym opóźnieniem z powodu awarii elektronicznego systemu zliczania głosów i konieczności ręcznego liczenia, uzyskał on 50,07% głosów poparcia, podczas gdy jego główny rywal, premier Raila Odinga 43,31% głosów. Premier Odinga zakwestionował wyniki głosowania, wysuwając zarzut masowych fałszerstw oraz zapowiadając złożenie skargi do Sądu Najwyższego.
W maju 2013 roku Ruto trafił przed Międzynarodowy Trybunał Karny w Hadze, gdzie rozpoczął się jego proces. Oskarżony o dokonanie zbrodni przeciwko ludzkości nie przyznał się do winy. Po raz pierwszy w historii trybunału tak wysoki, wciąż pełniący urząd przedstawiciel rządu, pełniący swój urząd, stawił się osobiście w międzynarodowym trybunale. Ruto oskarżony został o podżeganie do wojny jego rodaków z ludu Kalendżin. Po raz drugi na rozprawie Ruto stawił się we wrześniu 2013 roku. Kenijski wiceprezydent zarzuty określił mianem "steku kłamstw i intryg". Poprosił także, by nie musiał uczestniczyć w dalszych rozprawach, gdyż utrudni mu to pełnienie obowiązków wiceprezydenta.
W sierpniu 2022 roku Ruto zwyciężył w wyborach prezydenckich zdobywając 50,49% głosów i pokonując byłego premiera Railę Odingę. 13 września 2022 objął urząd prezydenta Kenii, a jego zastępcą (wiceprezydentem) został członek jego partii, Rigathi Gachagua.
William Ruto od 1991 roku jest żonaty z Rachel Chebet, z zawodu nauczycielką, mają sześcioro dzieci. Jest pierwszym prezydentem Kenii, który wyznaje ewangeliczny nurt chrześcijaństwa i często cytuje Pismo Święte.

## Odznaczenia
- Łańcuch Orderu Gwiazdy Rumunii – Rumunia, 2023[15]